# Oligacanthorhynchidae
Famille
Synonymes
- Oligacanthorhynchidae Meyer, 1931[1]

Les Oligacanthorhynchidae sont une famille de vers à tête épineuse (acanthocéphales), de la classe des Archiacanthocephala et de l'ordre des Oligacanthorhynchida. Cette famille a été créée par Southwell et Macfie en 1925.
À l’état adulte ce sont des parasites du tube digestif des mammifères et des oiseaux terrestres.

## Écologie
Les embryophores, disséminés dans le milieu extérieur par les selles, sont ingérés par des insectes terrestres (surtout des larves) qui sont les hôtes intermédiaires. L’hôte définitif s’infeste soit directement en dévorant l’hôte intermédiaire, soit indirectement en mangeant les reptiles, oiseaux ou mammifères (plus rarement les amphibiens) qui peuvent être des hôtes d’attente pour les juvéniles. D’autres mammifères et oiseaux peuvent servir d’hôtes accidentels. Dans leur intestin, les juvéniles se fixent, grandissent mais n’atteignent pas la maturité sexuelle.

## Description et caractéristiques
Taille du corps généralement grande à très grande.
Tronc cylindrique en coupe, parfois aplati latéralement, avec rides transversales à disposition anarchique, très fortement accusées chez les spécimens conservés, se superposant parfois à une pseudo-métamérisation régulière. Extrémités antérieure et postérieure du tronc souvent arquées ventralement, parfois enroulées. Vaisseaux principaux du système lacunaire dorsal et ventral, unis par des anastomoses transversales à disposition pseudo-métamérique.
Proboscis ne se rétractant jamais en doigt de gant, court, ovoïde ou sphéroïde, portant six spires de quatre à huit crochets, les antérieurs étant plus volumineux, souvent terminés en « pointe de flèche » et possédant des racines bien développées, symétriques ou non par rapport au plan médian, perpendiculaires à l’axe de la lame du crochet. Réceptacle du proboscis inséré soit à l’intérieur du proboscis, soit à sa base, au niveau de son union avec le cou, présentant toujours une assise longitudinale externe mince et une assise circulaire interne épaisse surtout dorsalement, avec fente ventrale d’où sortent les muscles rétracteurs du proboscis et du réceptacle. Lemnisci filiformes ou rubanés, contenant quelques noyaux géants sphéroïdaux en nombre spécifiquement défini. Protonéphridies annexées au tractus génital et manquant dans les genres les plus évolués. Organes mâles occupant la totalité ou presque la totalité de la moitié postérieure du tronc. Testicules ovoïdes, plus ou moins allongés. Glandes cémentaires au nombre de huit, disposées plus ou moins régulièrement en quatre paires superposées, drainées chacune par un canal distinct, possédant chacune un seul noyau géant sphéroïde, parfois amœboide et même pouvant être amitotiquement fragmenté. Embryophores en ovale large, à coque externe granuleuse ou vermiculée.

## Liste de genres et d'espèces
Cette famille comporte douze genres composés des espèces suivantes :
- Cucullanorhynchus Amin, Ha & Heckmann, 2008
  - Cucullanorhynchus constrictruncatus Amin, Ha & Heckmann, 2008
- Heptamegacanthus Spencer-Jones, 1990
  - Heptamegacanthus niekerki Spencer-Jones, 1990
- Macracanthorhynchus Travassos, 1917
  - Macracanthorhynchus catulinus Kostylew, 1927
  - Macracanthorhynchus erinacei Dollfus, 1953
  - Macracanthorhynchus hirudinaceus (Pallas, 1781)
  - Macracanthorhynchus ingens (von Linstow, 1879)
- Multisentis Smales, 1997
  - Multisentis myrmecobius Smales, 1997
- Neoncicola Schmidt, 1972
  - Neoncicola artibei Smales, 2007
  - Neoncicola avicola (Travassos, 1917)
  - Neoncicola bursata (Meyer, 1931)
  - Neoncicola curvata (von Linstow, 1897)
  - Neoncicola novellae (Parona, 1890)
  - Neoncicola pintoi (Machado-Filho, 1950)
  - Neoncicola potosi (Machado-Filho, 1950)
  - Neoncicola sinensis Schmidt & Dunn, 1974
  - Neoncicola skrjabini (Morosow, 1951)
- Nephridiacanthus Meyer, 1931
  - Nephridiacanthus gerberi Baer, 1959
  - Nephridiacanthus kamerunensis Meyer, 1931
  - Nephridiacanthus longissimus Golvan, 1962
  - Nephridiacanthus major (Bremser, 1811)
  - Nephridiacanthus manisensis Meyer, 1931
  - Nephridiacanthus maroccanus Dollfus, 1951
  - Nephridiacanthus palawanensis (Tubangui & Masilungan, 1938)
  - Nephridiacanthus thapari (Sen & Chauhan, 1972)
- Oligacanthorhynchus Travassos, 1915
  - Oligacanthorhynchus aenigma (Reichensperger, 1922)
  - Oligacanthorhynchus atratus (Meyer, 1931)
  - Oligacanthorhynchus bangalorensis (Pujatti, 1951)
  - Oligacanthorhynchus carinii (Travassos, 1917)
  - Oligacanthorhynchus cati (Gupta & Lata, 1967)
  - Oligacanthorhynchus circumflexus (Molin, 1858)
  - Oligacanthorhynchus citilli (Rudolphi, 1806)
  - Oligacanthorhynchus compressus (Rudolphi, 1802)
  - Oligacanthorhynchus decrescens (Meyer, 1931)
  - Oligacanthorhynchus erinacei (Rudolphi, 1793)
  - Oligacanthorhynchus hamatus (von Linstow, 1897)
  - Oligacanthorhynchus iheringi Travassos, 1917
  - Oligacanthorhynchus indicus Rengaraju & Das, 1981
  - Oligacanthorhynchus kamtschaticus Hoklova, 1966
  - Oligacanthorhynchus lagenaeformis (Westrumb, 1821)
  - Oligacanthorhynchus lamasi (Freitas & Costa, 1964)
  - Oligacanthorhynchus lerouxi (Bisseru, 1956)
  - Oligacanthorhynchus major (Machado-Filho, 1963)
  - Oligacanthorhynchus manifestus (Leidy, 1851)
  - Oligacanthorhynchus mariemily (Tadros, 1969)
  - Oligacanthorhynchus microcephala (Rudolphi, 1819)
  - Oligacanthorhynchus minor Machado-Filho, 1964
  - Oligacanthorhynchus oligacanthus (Rudolphi, 1819)
  - Oligacanthorhynchus oti Machado-Filho, 1964
  - Oligacanthorhynchus pardalis (Westrumb, 1821)
  - Oligacanthorhynchus ricinoides (Rudolphi, 1808)
  - Oligacanthorhynchus shillongensis (Sen & Chauhan, 1972)
  - Oligacanthorhynchus spira (Diesing, 1851)
  - Oligacanthorhynchus taenioides (Diesing, 1851)
  - Oligacanthorhynchus thumbi Haffner, 1939
  - Oligacanthorhynchus tortuosus (Leidy, 1850)
  - Oligacanthorhynchus tumidus (van Cleave, 1947)
- Oncicola Travassos, 1916
  - Oncicola campanulata (Diesing, 1851)
  - Oncicola canis (Kaupp, 1909)
  - Oncicola chibigouzouensis Machado-Filho, 1963
  - Oncicola confusa (Machado-Filho, 1950)
  - Oncicola dimorpha Meyer, 1931
  - Oncicola freitasi (Machado-Filho, 1950)
  - Oncicola gigas Meyer, 1931
  - Oncicola juxtatesticularis (Machado-Filho, 1950)
  - Oncicola luehei (Travassos, 1917)
  - Oncicola machadoi Schmidt, 1972
  - Oncicola macrurae (Meyer, 1931)
  - Oncicola magalhaesi Machado-Filho, 1962
  - Oncicola malayana Toumanoff, 1947
  - Oncicola martini Schmidt, 1977
  - Oncicola michaelseni Meyer, 1932
  - Oncicola micracantha Machado-Filho, 1949
  - Oncicola oncicola (von Ihering, 1892)
  - Oncicola paracampanulata Machado-Filho, 1963
  - Oncicola pomatostomi (Johnston & Cleland, 1912)
  - Oncicola schacheri Schmidt, 1972
  - Oncicola sigmoides (Meyer, 1932)
  - Oncicola spirula (Olfers & Rudolphi, 1819)
  - Oncicola travassosi Witenberg, 1938
  - Oncicola venezuelensis Marteau, 1977
- Pachysentis Meyer, 1931
  - Pachysentis angolensis (Golvan, 1957)
  - Pachysentis canicola Meyer, 1931
  - Pachysentis dollfusi (Machado-Filho, 1950)
  - Pachysentis ehrenbergi Meyer, 1931
  - Pachysentis gethi (Machado-Filho, 1950)
  - Pachysentis lenti (Machado-Filho, 1950)
  - Pachysentis procumbens Meyer, 1931
  - Pachysentis procyonis (Machado-Filho, 1950)
  - Pachysentis rugosus (Machado-Filho, 1950)
  - Pachysentis septemserialis (Machado-Filho, 1950)
- Paraprosthenorchis Amin, Ha & Heckmann, 2008
  - Paraprosthenorchis'' ''ornatus Amin, Ha & Heckmann, 2008
- Prosthenorchis Travassos, 1915
  - Prosthenorchis elegans (Diesing, 1851)
  - Prosthenorchis fraterna (Baer, 1959)
  - Prosthenorchis lemuri Machado-Filho, 1950
  - Prosthenorchis sinicus Hu-Jiand, 1990
- Tchadorhynchus Troncy, 1970
  - Tchadorhynchus quentini Troncy, 1970